# Phloeopsis viridescens
Phloeopsis viridescens là một loài bọ cánh cứng trong họ Cerambycidae.